# 81식 소총
81식 소총은 냉전 당시 중국이 운용했던 돌격소총이다.

## 개요
참고로 AK-47과 헷갈리기 쉬운 총기이다.
81식 소총은 63식 자동소총을 바탕으로 개발됐다. 63식은 또 56식 반자동 소총을 바탕으로 만들었으며, 같은 쇼트 스트로크 피스톤 방식 의 가스 압력 이용 방식 을 계승하면서, 볼트 폐쇄 방식을 틸팅 볼트 방식에서 56 식 자동소총을 참고로 한 턴 락 볼트 방식으로 변경하고 가스 바이 패스 부분에 규정자를 추가 탄창 을 고정식에서 착탈식 박스형 탄창 에 변경 연사기구를 추가하는 등의 개량를 실시한 것이다. 56식 반자동 소총은 소련제 SKS 카빈 소총을 국산화한 것이다. 그러나 63 식은 SKS 카빈과 동형의 노래 총상은 반동 제어가 어렵기 때문에 연사시의 집 탄성이 나쁘고, 그 외에도 총신 이 길어 무겁게 부피 기술 부족에서 유래하는 설계 결함과 결함 열악한 공작 정밀도 등 많은 단점이 지적되고 있었다.그것을 받아 63 식의 기술적 결함 · 부족의 해소를 시도 함께 현대적인 돌격 소총 의 형태 (직접 총상이나 독립적 인 권총 그립의 추가 등)에 대한 재 설계가 진행되며 이것이 1981년에 81식 자동소총으로 채택된 것이다.
총신 끝에 있는 것은 소총 수류탄 용 어댑터이지만, M203 와 흡사한 언더 마운트 방식의 유탄 발사기도 존재한다.

## 파생형

### 81-1 식 자동 소총 (81-1 식 자동 소총)
56-2 식 자동총과 같은 사이드 스윙 스톡 을 갖춘 것.

### 81 식 분대 기관총(Type 81 LMG)
총신 을 연장하고 접이식 두 다리를 추가하고 총상을 대형으로 변경 한 75 연 드럼 매거진 등을 사용하는 분대 지원 화기 . AK-47 의 RPK 경기관총 에 해당한다.

### 87 식 자동소총 (87 식 자동소총)
사용 탄약 을 7.62x39mm 탄에서 신형 5.8x42mm 탄으로 변경 한 것. 87A 식 자동소총의 개발을 거쳐 후 95 식 자동소총 개발의 모체가되었다.

## 같이 보기
- QBZ-95
- QBZ-03
- M16 소총
- 일본 64식 소총
- AK-47